# Tallahatchie County
Tallahatchie County är ett county i delstaten Mississippi i USA. Tallahatchie County har 15 378 invånare. De administrativa huvudorterna (county seat) är Charleston och Sumner.

## Geografi
Enligt United States Census Bureau har countyt en total area på 1 689 km². 1 668 km² av den arean är land och 21 km² är vatten.

### Angränsande countyn
- Quitman County - nord
- Panola County - nordost
- Yalobusha County - öst
- Grenada County - sydost
- Leflore County - syd
- Sunflower County - sydväst
- Coahoma County - nordväst

### Orter
- Charleston (huvudort)
- Glendora
- Sumner (huvudort)
- Tutwiler
- Webb